# 乐歌股份
乐歌人体工学科技股份有限公司（深交所：300729），简称乐歌股份，是中华人民共和国一家从事家具与跨境电子商务业务的公司，成立于2002年，总部位于浙江省宁波市。
乐歌股份最初主要从事视听设备的生产加工和出口业务，此后进行了业务转型。目前，公司主营业务为居家办公、智慧家居产品及跨境电商公共海外仓业务。

## 历史
乐歌股份的创始人为项乐宏。项乐宏1995年大学毕业后，进入中国电子进出口宁波公司工作。三个月后公司筹建国际合作部，项乐宏被任命为部门副经理，成为公司里12名最年轻的中层干部之一，还获得了单位福利房。1998年，随着国家逐步放开了外贸自主经营权，项乐宏辞职下海自主创业。到2001年，项乐宏的外贸生意已经小有规模。
2002年，项乐宏创立宁波丽晶时代电子线缆有限公司，初期主要从事舞台设备支架、三脚架、音箱电缆等视听设备金属结构件的简单加工及出口贸易业务。2003年，丽晶时代投资建设的新厂房竣工并投入使用，公司业务向工贸一体化业务模式转型。
2005年开始，该公司开始研发、生产及销售大屏显示支架产品，销售模式由OEM升级至ODM模式。此后又推出电脑支架。2009年，公司在滨海建立第二工厂。
2010年6月，丽晶时代更名为乐歌股份，改制为股份有限公司。同年，该公司推出以“乐歌”为品牌的系列产品，此后进行了大规模的转型，推出基于人体工学设计的家具产品。2017年，人体工学家具产品销售成为乐歌股份主要的营收来源。
2011年，乐歌开展跨境电商业务，初期提供的是亚马逊公司仓库。2013年，乐歌在美国旧金山硅谷以租用的形式设立首个自营海外仓。
2016年，乐歌在海外正式推出“FlexiSpot”品牌，涵盖人体工学升降台、升降桌、桌边健身车等的多元化健康办公产品。
2017年7月3日，乐歌股份在深圳证券交易所创业板上市，成为宁波地区第72家A股上市公司，也是中国大陆首家人体工学行业上市公司。
2020年2019冠状病毒病疫情爆发后，市场对居家办公、智慧家居产品需求热烈。由于乐歌在产品、研发、营销、渠道、品牌等各方面具有一定竞争力，使得公司业绩得以大幅增长，市场占有率、产品渗透率持续提升。2021年5月24日，国务院总理李克强到乐歌股份考察，期间体验了一套智能升降办公产品，并与公司在德国的海外仓工作人员视频连线。

## 业务
截至2022年，乐歌股份共有两个业务板块，分别是居家办公、智慧家居产品和跨境电商公共海外仓。该公司在宁波滨海、宁波姜山、广西北海市及越南胡志明市拥有四个制造基地，在美国旧金山、孟菲斯，菲律宾马尼拉设立了营销分公司。

### 居家办公与智慧家居产品
乐歌的居家办公与智慧家居产品包括线性驱动智慧办公升降桌、智慧升降工作站、智能升降儿童学习桌、健身办公椅、智能电动床等，拥有多项相关专利技术，如智慧屏、控制器、电机、丝杆等。其中中国大陆市场以“乐歌”品牌为主，海外市场以“FlexiSpot”品牌为主，打通了境内境外、线上线下的销售网络。截至2022年，“Flexispot”品牌升降桌在亚马逊、家得宝、沃尔玛、乐天、雅虎等电商平台升降桌品类销量排名第一；“乐歌”品牌升降桌在天猫、京东平台上市场占有率持续保持第一。
该公司亦注重产品研发，与宁波大学、宁波工程学院、浙江大学宁波理工学院等科研机构开展研发合作，设立合作研发平台，并设有“颈背健康研究实验室”。同时参与起草了中国行业的相关标准。
2022年，乐歌加大了中国大陆市场的宣传力度，通过电梯广告、抖音、小红书、电视媒体等形式开展产品营销。

### 跨境电商公共海外仓
2013年，乐歌在美国旧金山硅谷设立首个海外仓，而后在孟菲斯和休斯敦设立海外仓。截至2022年底，乐歌除在美国核心枢纽港口区域自购的海外仓和租赁仓外，还在德国、日本等地设有海外仓，在全球共设有12个海外仓，面积27.58万平方米。其中美国设立的海外仓覆盖9个核心港口和路基港口枢纽城市，有超过300个卸货月台、500个集装箱泊位，拥有超过450家客户。
根据项乐宏的说法，至2025年乐歌计划建成30万平方米海外仓，大部分自持运营，小部分出售或者出租给需要的跨境电商企业。但在2023年初，由于美国共和党州（红州）出台对中国公民和中国公司的土地购买限制禁令，为此乐歌调整经营策略，在发布土地购买限制禁令的区域内，经营海外仓的形式由租赁代替购买土地；继续集中购买和持有未对外国公民和公司发布土地购买限制禁令区域的土地，如民主党州（蓝州）。

## 荣誉
该公司先后获得宁波市“专利示范企业”（2008年）、宁波市出口名牌（2008年）、浙江省专利示范企业（2011年）、宁波名牌产品（2011年）、宁波市外贸创新优势企业（2013年）、高新技术企业（2014年）、浙江出口名牌（2014年）、中国驰名商标（2015年）、浙江省著名商标（2017年）、国家制造业单项冠军示范企业、国家工业设计中心、国家级绿色工厂、2022年度宁波市人民政府质量奖等荣誉奖项。

## 争议事件

### 董事长怒怼平安资管基金经理事件
2020年8月底，乐歌股份董事长项乐宏发文称，质疑平安资管基金经理调研中的专业性以及居高临下的傲慢态度，决定不欢迎平安资管基金经理来公司投资，此次事件引发争议。不过乐歌竞争对手捷昌驱动董秘徐铭峰在朋友圈发文称“保持良性沟通”，“欢迎投资”。

### 升降台摄像头涉嫌泄露隐私
2022年10月，有网民投诉称，其购买的乐歌A9智能升降台存在质量和暗藏摄像头等问题，其中摄像头可能涉嫌泄露隐私。乐歌方面迅速发布声明承认摄像头存在，但实际上摄像头是用于公司开发的无接触心率检测功能，目的是为用户提供健康增值服务，由于该功能软件技术难度高，仍处于进一步开发状态，实际上摄像头处于闲置状态，并不会侵犯用户隐私。公司在有必要的条件下会提交智慧屏的相关代码给第三方平台检测排查，承诺不滥用该装置调取用户隐私之行为。该公司其后回应称，乐歌所有型号升降桌不带摄像头，仅有部分升降台（一般为办公室商用，桌上桌）中4款型号的智慧屏带有摄像头；其次，该摄像头不存在拍摄房间隐私等泄露用户隐私的物理可能，系用于测心率，安装角度为桌面高度水平线向上约120度；上述4款型号的产品已于10月26日12点前停止销售，停售前已有200台激活完毕。公司董事长项乐宏也就此公开回应，同时又将矛头指向质疑摄像头问题的媒体，称“对方是为了流量、制造话题”，并表示心率检测功能上线后是增值服务，需付费开通。项乐宏对因摄像头给公众带来的困扰表示歉意，将进一步做好解释说明工作；对于退换货的客户做好服务工作。

### 招聘保镖事件
2023年2月，网络流传乐歌股份以月薪两万招董事长保镖的事件。随后该公司回应称，该招聘信息实际发布时间为2022年10月份，其中用词表述不够严谨在网络上引起了广泛关注。事件发生后，公司已第一时间撤回相关招聘信息。